# 坦吉萊區
坦吉萊區（阿拉伯语：منطقة تانجلي）是乍得的一個大區，位於該國西南部。洛貢河流經。
首府拉伊。下分兩省。
1. ↑   (PDF) (报告). INSEED: 24. March 2012  [10 March 2017]. （原始内容存档 (PDF)于2015-09-24）.